# Blue Moon (romance)
Blue Moon é um thriller do escritor britânico Lee Child, sendo o vigésimo quarto livro da série de Jack Reacher e tendo sido publicado inicialmente pela Delacorte em 29 de outubro de 2019.

## Recepção
A Publishers Weekly classificou-o de "fascinante" e de "roer as unhas". 
Na Kirkus Reviews foi referido que o romance teve "o melhor ponto de partida de um romance de Reacher ao fim de algum tempo" - e sublinhou que isso era um indicador de que "algo se perdeu na série", criticando a exposição e as técnicas de Child para retratar a violência.
O Hindustan Times considerou que não era a melhor obra de Child, mas mesmo assim "envolvente e divertido", e observou que o seu "sentido de repetição" (em comparação com os outros livros da série) era "reconfortante".
No Evening Standard, Mark Sanderson designou-o de "pornografia moral", sendo as sequências de ação "operáticas, quase cómicas"; em particular, Sanderson culpou Abby, a garçonete, por ter "completamente a personalidade de um sexbot".